# La Colilla
La Colilla település Spanyolországban, Ávila tartományban. La Colilla Ávila, El Fresno, La Serrada, Casasola és Martiherrero községekkel határos. Lakosainak száma 375 fő (2024).

## Népesség
A település népessége az utóbbi években az alábbiak szerint változott:
| Lakosok száma | 223  | 250  | 279  | 325  | 345  | 336  | 321  | 336  | 341  | 375  |
|               | 2001 | 2004 | 2006 | 2009 | 2011 | 2014 | 2016 | 2019 | 2021 | 2024 |